# ハーラル3世 (ノルウェー王)
ハーラル3世“苛烈王”（ノルウェー語：Harald Hardråde、1015年 - 1066年9月25日）は、ノルウェー王（在位：1046年 - 1066年）で、ハーラル1世（美髪王）4代目の子孫にあたる。オーラヴ2世の異父弟。父は、ノルウェー東部の小王の〈シグル・シュル（雌豚のシグルズ）〉。英語文献の翻訳などでは「ハラルド・シグルズソン」などの表記もみられる。

## 略歴

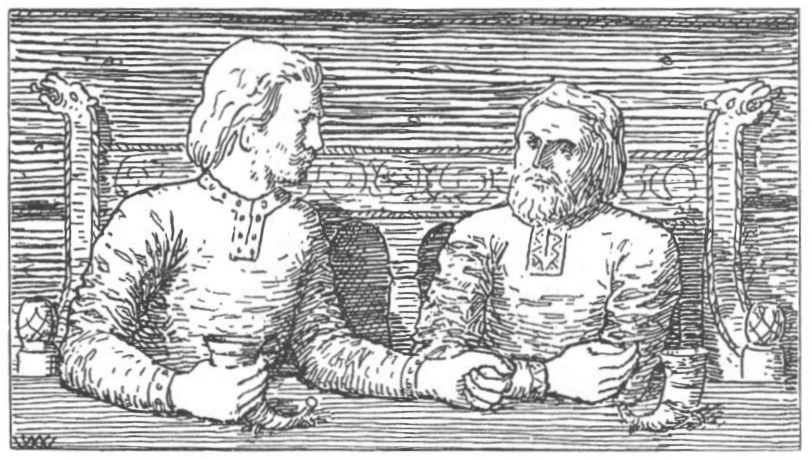
『ハラルド（ハーラル）苛烈王のサガ』の一場面

1030年、ハーラルの異父兄オーラヴ2世が2年前から喪失していたノルウェー王位を奪還するため、スティクラスターの戦いでノルウェー反乱貴族の軍勢と激突した。兄オーラヴ2世と共に戦闘に参加したハーラルであったが、敢えなく戦闘は反乱軍側の勝利に終わり、オーラヴは戦死。ハーラルも這々の体で戦線離脱し、そのままキエフ公国へ亡命した。そしてハーラルは当時のキエフ大公ヤロスラフ賢公に仕え多くの戦役に参加し、結局はキエフ公国の将軍の地位にまで昇り詰めた。その後、1034年頃、ハーラルはビザンツ帝国へ移り、ヴァラング親衛隊の司令官として帝国に仕えた。ビザンツ帝国で軍人として過ごした間、ハーラルは地中海や小アジア、シチリア島や聖地イェルサレム、ブルガリアやといった帝国各地で様々な戦役に参加した。また、当時のビザンツ皇帝ミカエル4世の寵愛を受け昇進を続けたハーラルではあったが、ミカエル4世の没後、ビザンツ皇族内で発生した内紛に一時巻き込まれた。ビザンツ帝国での華々しい軍歴によりハーラルは巨万の富を築き上げ、その貯蓄は保管のためにキエフ公国のヤロスラフ公に運送されたほどであった。1042年、ハーラルは遂にビザンツ帝国を離れ、再びキエフ公国に戻った。そこでハーラルはノルウェー王位奪還を目論み軍事遠征の準備を行った。おそらくハーラルは、自身がキエフに亡命した頃デンマークの君主クヌート大王によって奪われていたノルウェー王位が、大王の没後、自身の亡命生活中にオーラヴ2世の非嫡出子マグヌス善王の手によって取り返されていたことを知っていたのかもしれない。
1046年、ノルウェー遠征に乗り出したハーラルはマグヌス善王のデンマークでの政敵でデンマーク王位請求者スヴェン2世と手を組み、デンマーク王国沿岸部を襲撃してまわった。(当時マグヌス善王はデンマーク王でもあったからだ。)しかし、マグヌスは自分の叔父であるハーラルと戦う気がなかったため、ハーラルの富を分かち合うことを条件にノルウェーをハーラルと共同統治することに同意した。そんなマグヌスとの共同統治は翌年のマグヌスの死によってあっけなく終わり、ハーラルは遂に単独のノルウェー王となった。ノルウェー国内では、ハーラルは地元の抵抗勢力を全て打ち破り、ノルウェー王国の版図を確定した。ハーラルの治世はおそらく比較的平和で安定し、国内の貨幣経済を確立し諸外国間の貿易も押し進めた。ハーラルはおそらく、クヌート大王が作り上げていた北海帝国を自分の手で再び作り上げようと試みていたのであろう。そんなハーラルはデンマーク王位を主張し始め、1064年までほぼ毎年、デンマーク沿岸部を荒らし回り、先の同盟者スヴェン2世と戦った。彼の軍事遠征は成功したものの、デンマークを征服することはなかった。
ハーラルはその後デンマーク王位の主張を引き下げたが、それから程なくして、イングランドよりとある貴族が彼を訪ねてきた。先のノーザンブリア伯トスティ・ゴドウィンソンである。トスティは当時のイングランド国王ハロルド・ゴドウィンソンの戴冠に反対しており、ハーラルに対してイングランド征服の支援を要請してきたのだ。ハーラルはトスティの要請を受け、1066年9月、10,000の軍団と300隻のロングシップを率いてイングランド北部に遠征した。そしてイングランド沿岸を荒らし回り、1066年９月20日、ハーラル・トスティの軍勢を討伐すべく目前に立ちはだかったノーザンブリア伯モルカル・マーシア伯エドウィンの軍勢とヨーク南部のフルフォード村にて衝突し、これを打ち破った。ハーラルのイングランド遠征は順調に進むかのように見えたが、ハーラルの思惑は外れた。彼の予想を遥かに上回る早さでイングランド王ハロルド2世率いるイングランド主要部隊がノルウェー軍を目掛けて北上してきたのだ。1066年9月25日、ハーラル率いる9千の軍勢はハロルド率いる1万の軍勢から奇襲を受け、ハーラル・トスティともども討ち果たされた。ハーラルの軍勢はほぼ全滅した。現在の歴史家たちは、ハーラルの戦死によって、ノルウェーのイングランド遠征は潰えてしまったが、彼の死は遠征のみならず、ヴァイキングの時代に幕を閉じるきっかけにもなったであろうと考えている。

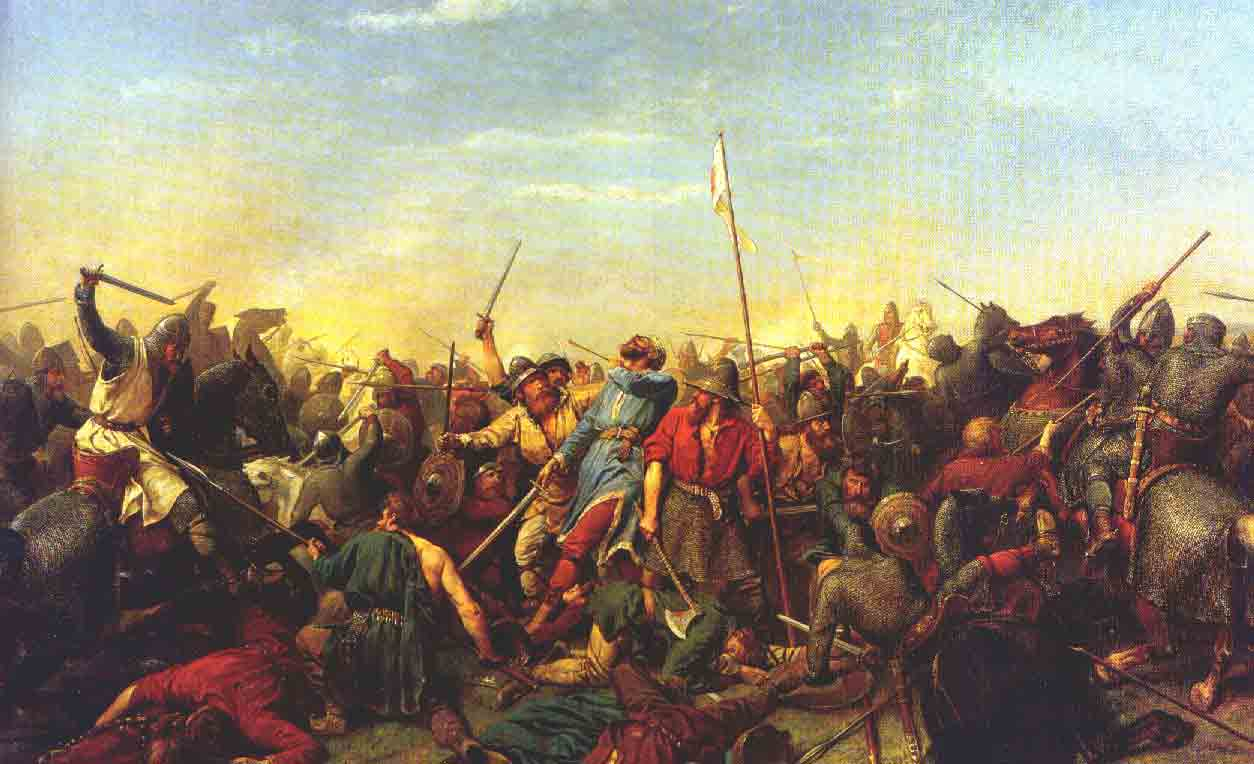
『ハーラルが戦死したとされるスタンフォード・ブリッジの戦いを描いた絵』

ハーラルの死後、ノルウェーは2人の息子マグヌス2世とオーラヴ3世が共同統治した。

## 東方での亡命生活

### キエフ大公国への亡命
スティクラスターの戦いでクヌート大王に敗れたのち、ハーラルはen:Rögnvald Brusason (後の オークニー伯)の支援のもとでノルウェー南東部のエストラン地方の農園に身を隠した。彼はその地で戦での傷を癒やし、しばらくのち(おそらく1ヶ月ほど)北上し山越えをしてスウェーデンに向かった。スティクラスターでの敗戦から1年が経った頃、ハーラルはキエフ公国に亡命した。(なお、サガではハーラルが亡命した町はen:Garðaríki またはSvíþjóð hin miklaと言及されている。)ハーラルはスタラヤ・ラドガ(Aldeigjuborg)の街で1031年の前半を過ごした。ハーラルとその従者はキエフ大公 ヤロスラフ1世に歓迎され迎え入れられた。大公の妃である インゲゲルドがハーラルの縁戚であったからだとされている。ヤロスラフ大公は当時、軍事指揮官をひどく欲していたために、亡命してきたハーラル3世に軍事的才能があることを見抜いた大公はハーラルに自らの軍団の指揮官に任じた 。この大抜擢は、ハーラルがキエフ大公国に亡命する前からキエフに亡命していた元ノルウェーの統治者オーラヴ2世がハーラルの兄弟であったからだと言われている。ヤロスラフ大公の軍勢の指揮官となったハーラル3世は、1031年にはポーランド人に対する遠征に参加した。また、1030年代には、エストニアに勢力を張るチュヂ族やビザンツ帝国、ペチェネグ人や他の遊牧民族といったキエフ大公国の宿敵に対する遠征にも参加していた可能性もある。

### ビザンツ帝国での活躍
キエフ公国で数年間過ごしたのち、1033年、若しくは1034年、ハーラルと彼に従う500人の従士たちはビザンツ帝国の帝都コンスタンティノープルに向かい、そこでヴァラング親衛隊としてビザンツ皇帝に仕えた。中世アイルランドの写本の中で最も重要とされているフラート島本によると、ハーラルは当初、ノルウェー王という自身の高位な身分を隠そうとしていたとされているが、他の多くの歴史的文献によれば、ハーラルと彼の従士たちの名声はこの時すでにビザンツ帝国にも伝わっていたという。そんなハーラルが属したヴァラング親衛隊とは元々は皇帝の身辺警護を任務とする部隊であったが、ハーラルは"帝国のほぼ全ての辺境地域"で戦闘任務についていたことが分かっている 。ハーラルが最初に就いた任務は地中海におけるアラブ人海賊の討伐と、アラブ人海賊を支援していたアナトリア地方内陸部の諸都市征伐であった。当時のアイルランドの歴史家スノッリ・ストゥルルソンによると、この頃にはハーラルはヴァラング親衛隊の全部隊を率いる指揮官に任じられていたという。1035年までにビザンツ帝国はアラブ人勢力をアナトリア地方から東部・南東部へ駆逐し、ハーラルもそのアラブ人駆逐任務の一部に参加して、メソポタミア地方、チグリス川・ユーフラテス川まで遠征した。ハーラルに仕えたスカルド詩人ショーゾルヴ・アルノールソン(サガに詳細に記されている)によれば、ハーラルはメソポタミアの地で80ものアラブ人の砦の攻略に参加した。現代の歴史家であるSigfus BlöndalやBenedikt Benedikzらによると、この数に関してはなんら疑いの余地はないとされる。サガが示唆するようにハーラルは独立した軍隊の指揮官ではなかったが、ハーラル王とヴァラング隊が城や町を占領するために派遣されていた可能性は少なくない。ビザンツ皇帝ミカエル4世の治世下において、ハーラルはペチェネグ人との戦役にも従事していたかもしない。

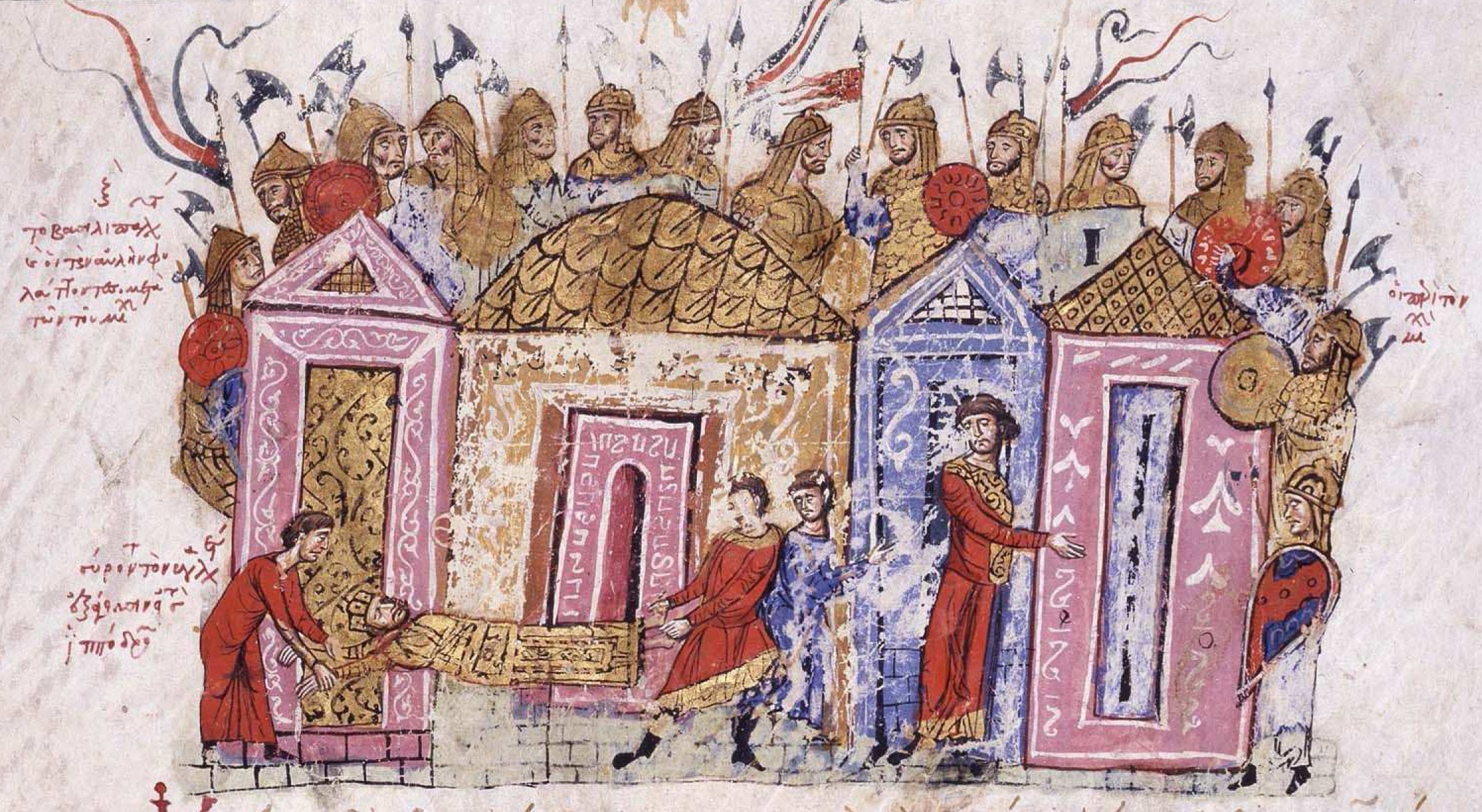
ビザンツ帝国のヴァラング親衛隊を描いた挿絵。ヨハネス・スキュリツェスがほぼ同時代に著した歴史書に描かれている。

その後、ハーラルはイェルサレムに向かいその地で戦闘を行ったとサガに伝えられている。サガはこの出来事を彼がシチリア遠征に参加した後に行われた出来事としているが、現代の歴史家Kelly DeVriesは示された時期について疑問を呈している。近代歴史家たちは、ハーラルが遠征の一環としてイェルサレムに向かったのではなく、ビザンツ皇族を含む聖地巡礼者を保護するための一団にハーラルが加わっていたのではないかと推測している。というのも帝国とファーティマ朝との間で締結された平和条約はビザンツ帝国の民が聖墳墓教会の修復に携わるのを認める合意でもあったからだ。それゆえこの一団に同行したハーラルには、聖地に向かうキリスト教徒を襲撃する盗賊と戦う機会があったのかもしれない。

1038年、ハーラルはビザンツ帝国のシチリア島遠征に参加した 。この遠征はビザンツ帝国の将軍ゲオルギオス・マニアケスの試みであり、サラセン人に長年奪われていたシチリア島を奪還するのが目的であった。この遠征中、ハーラルは当時南イタリアで活躍していた鉄の腕ウィリアムなどといったノルマン人傭兵たちと共に戦った。当時の歴史家ストゥルルソンによれば、ハーラルはシチリア島で4つの町を占領したという 。1041年、ビザンツ帝国のシチリア島遠征が終結した頃、南イタリアでロンバルド系ノルマン人らの反乱が発生し、ハーラルはヴァラング隊と共に反乱鎮圧にあたった。ハーラルは当時のビザンツ領イタリアの総督 ミカエル・ドケイアノスと共に戦い、緒戦は反乱軍に対して優勢であった。しかし、シチリア島遠征時には味方であったノルマン人鉄の腕ウィリアムが反乱軍側に回り、ウィリアム率いる反乱軍が3月にはオリヴェントの戦い 、5月にはモンテマッジョーレの戦いにてビザンツ帝国軍を撃破したことで形成は逆転した。敗戦後、ハーラルとヴァラング隊はコンスタンティノープルに呼び戻された。シチリア島遠征に共に参加していたビザンツ将軍マニアキスが皇帝により幽閉されたことや、さらなる緊急の事態が発生したためであった。ハーラルとヴァラング隊はその後、1041年後半にはブルガリアにおける南東ヨーロッパでの前線に派遣された。ハーラルはブルガリアの地でミカエル4世の軍に従軍し、ペタル・デリャンが起こしたブルガリアの反乱の鎮圧戦に参加、その一環としてオストロボの戦いで戦闘に従事した。この時のハーラルの活躍により、自身のスカルド詩の中でBulgar-burnerと称されるに至った。

## 子女
エリザヴェータ・ヤロスラヴナから以下の子女が生まれた。
- インゲゲルド（1050年頃 - 1120年） - デンマーク王オーロフ1世と結婚、オーロフ1世の死後、スウェーデン王フィリップと結婚

トーラ・トールベルグズドーテルから以下の子女が生まれた。
- マグヌス2世（英語版）（1049年 - 1069年） - ノルウェー王
- オーラヴ3世（1050年 - 1093年） - ノルウェー王

## 大衆文化
- 2022年2月25日からネットフリックス で放送されるテレビドラマ 『ヴァイキング: ヴァルハラ（英語版）』 に主要登場人物として描かれている[25]。ハーラル3世を演じるのはイギリス人俳優Leo Suterである。

## 関連書籍
- スノッリ・ストゥルルソン 「マグヌース善王のサガ」『ヘイムスクリングラ - 北欧王朝史』 （三）、谷口幸男訳、プレスポート、2010年1月。ISBN 978-4-905392-06-4。
- スノッリ・ストゥルルソン 「ハラルド苛烈王のサガ」『ヘイムスクリングラ - 北欧王朝史』（四）、谷口幸男訳、プレスポート、2010年1月。ISBN 978-4-905392-07-1。